# فینال جام حذفی فوتبال انگلستان ۲۰۰۸
فینال جام حذفی فوتبال انگلستان ۲۰۰۸، رقابت پایانی جام حذفی فوتبال انگلستان در سال ۲۰۰۸ میلادی است که مابین دو تیم باشگاه فوتبال پورتسموث و باشگاه فوتبال کاردیف سیتی در ورزشگاه ومبلی لندن برگزار شده‌است.
این مسابقه که در تاریخ ۱۷ مه ۲۰۰۸ انجام شده‌است با نتیجه ۱ بر ۰ به سود تیم باشگاه فوتبال پورتسموث به پایان رسید.